# 493 v. Chr.
Portal Geschichte | Portal Biografien | Aktuelle Ereignisse | Jahreskalender | Tagesartikel

◄ |
6. Jahrhundert v. Chr. |
5. Jahrhundert v. Chr. |
4. Jahrhundert v. Chr. |
►

◄ | 510er v. Chr. | 500er v. Chr. | 490er v. Chr. | 480er v. Chr. |
470er v. Chr. |
►

◄◄ | ◄ | 496 v. Chr. | 495 v. Chr. | 494 v. Chr. | 493 v. Chr. |
492 v. Chr. |
491 v. Chr. |
490 v. Chr. |
► |
►►
Im Jahr 493 v. Chr. beginnt Athen sich nach der Niederschlagung des ionischen Aufstands auf einen Rachefeldzug des Perserreichs vorzubereiten. Unter dem neuen Archonten Themistokles wird der Hafen und die Flotte in Piräus ausgebaut.

## Ereignisse

### Ionischer Aufstand / Perserkriege

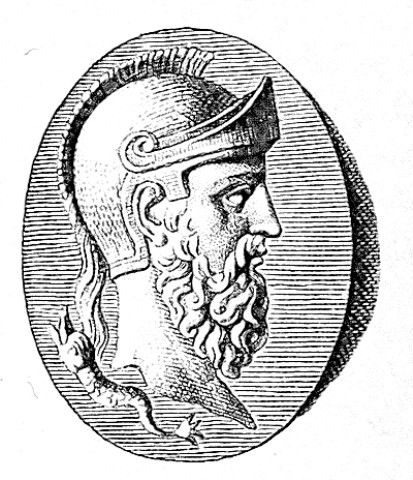
Mit Themistokles identifizierte Abbildung

Themistokles wird zum Archonten von Athen gewählt. In einer Situation, in der die Polis nach der Niederschlagung des Ionischen Aufstands durch das persische Achämenidenreich mit einem Gegenschlag der Perser rechnen muss, wählt er die umstrittene Strategie einer Stärkung der Seemacht Griechenlands. Er lässt den Hafen in Piräus ausbauen und veranlasst den Bau von 200 Kriegsschiffen.
In einer letzten Schlacht des Ionischen Aufstandes nimmt der persische Feldherr Harpagos den ehemaligen Tyrannen von Milet, Histiaios, fest. Der Satrap Artaphernes lässt ihn hinrichten. Sein eingesalzenes Haupt sendet er zu Großkönig Dareios I. nach Susa. Danach beruft Artaphernes einen Kongress aller ionischen Städte in Sardis ein, auf dem ein allgemein gültiges Verkehrsrecht verabschiedet wird, das gleichzeitig als Friedenspakt angesehen wird. Damit ist der ionische Aufstand endgültig beendet, auch wenn Dionysios von Phokäa, der nach der Schlacht von Lade entkommen ist, noch einige Zeit als Freibeuter in den kleinasiatischen Gewässern tätig ist.

### Römische Republik
Postumus Cominius Auruncus und Spurius Cassius Vecellinus sind nach der Legende jeweils zum zweiten Mal Konsul der frühen Römischen Republik.
Lucius Alibinius (Paterculus), Lucius Iunius Brutus, Gaius Licinius, Publius Licinius und Lucius Sicinius Vellutus (Bellutus) sind nach verschiedenen Quellen als erste Volkstribune belegt.
Laut Plutarch erobert der römische Feldherr Gnaeus Marcius die Städte Corioli, Longula und Pollusca von den Volskern und erhält dafür den Beinamen Coriolanus.
Um 493 v. Chr. endet der erste Latinerkrieg mit einem Friedensvertrag, in dem sich Rom mit den Latinerstädten verbündet und wahrscheinlich als führendes Mitglied aufgenommen wird. Nähere Bestimmungen regeln die gemeinsame Verteidigung unter einem römischen Feldherrn und die Aufteilung einer eventuellen Beute. Möglicherweise ist dieser Vertrag, das Foedus Cassianum, aber auch erst ins Jahr 370 v. Chr. zu datieren.

## Gestorben
- Histiaios, ehemaliger Tyrann von Milet, hingerichtet, (* vor 520 v. Chr.)
- Agrippa Menenius Lanatus, sagenhafter Politiker und Konsul in der Frühzeit der römischen Republik, der im Vorjahr durch eine Parabel angeblich die Plebejer zum Abbruch ihrer ersten Sezession bewog (* vor 540 v. Chr.)